# ティムコ
株式会社ティムコ（英称：TIEMCO Ltd.）は、東京都墨田区にある日本の釣具・アウトドア用品メーカー。米フェンウィックブランドや米オービス社製品、米サイエンティフィック･アングラーズ社製品、スウェーデンのループ社製品等の正規輸入代理店のほか、TMCブランド、サイトマスターブランド、フォックスファイヤーブランド等、自社ブランドのフィッシング用品・アウトドア用品の企画開発、販売及び輸出を行っている。

## 沿革
- 1969年12月 - 渋谷区千駄ヶ谷にて創業。
- 1970年9月 - 港区西麻布に移転。直営店「アウトドアライフ」を開店。
- 1971年7月 - 米フェンウィック社製品の日本総代理店となる。
- 1973年11月 - 米オービス社製品の日本総代理店となる。
- 1976年6月 - ティムコフライフィッシングスクールを開始。
- 1977年6月 - 新宿区に移転。
- 1982年1月 - フォックスファイヤーブランドを展開。アウトドア衣料事業に進出する。
- 1986年7月 - 大田区に商品管理発送センターを設立。
- 1988年1月 - デザイナーにマロルアーの製作者である南祐二を招き入れ、ノトスブランドを展開する。
- 1989年5月 - 商品管理発送センターを千葉県千葉市に移転。
- 1992年11月 - 本社を墨田区に移転。
- 1996年6月 - 日本証券業協会(現東証JASDAQ)に上場。
- 1998年7月 - 商品管理発送センターを千葉県習志野市に移転。
- 2019年4月 - 株式会社スノーピークと資本業務提携。

## 主要な自社ブランド
- TMC
- EUFLEX（ユーフレックス）
- ORACLE FLY REELS（オラクルフライリール）
- Sight Master（サイトマスター）
- PDL(プロデザインルアー)
- CRITTER TACLE（クリッタータックル）
- ENHANCER（エンハンサー）
- LIGHTNING WOBBLER（ライトニング・ウォブラー）
- SUMARI（シュマリ）
- VIXEN（ヴィクセン）
- Jumping Jack（ジャンピングジャック）
- Ocean Domminator（オーシャンドミネーター）
- Foxfire（フォックスファイヤー）
- airista（エアリスタ）

## 主要な取扱ブランド（正規代理店）
- Fenwick（フェンウィック/米国)
- ORVIS（オービス/米国)
- LOOP（ループ/スウェーデン)
- Scientific Anglers（サイエンティフィック・アングラーズ/米国）
- ROSS REELS（ロスリール/米国）
- Danielsson FLY REELS（ダニエルソンフライリール/スウェーデン）
- UMPQUA（アンプカ/米国）
- RENZETTI（レンゼッティ/米国）
- METZ（メッツ/米国）
- RICHARD WHEATLEY（リチャード・ホイットレー/米国）
- Uncle Josh（アンクル・ジョッシュ/米国）
- GARY YAMAMOTO CUSTOM BATES（ゲーリーヤマモトカスタムベイツ/米国）※

※：正規代理店ではない取扱ブランド